# 31600 Somasundaram
31600 Somasundaram este un asteroid din centura principală de asteroizi.

## Descriere
31600 Somasundaram este un asteroid din centura principală de asteroizi. A fost descoperit pe 20 martie 1999 la Socorro, New Mexico, în cadrul proiectului LINEAR. Asteroidul prezintă o orbită caracterizată de o semiaxă mare de 2,79 ua, o excentricitate de 0,11 și o înclinație de 4,6° în raport cu ecliptica.